# Complete Clapton
Complete Clapton ist ein Kompilationsalbum des britischen Rockmusikers Eric Clapton. Es erschien im Oktober 2007 begleitend zu seiner Autobiografie.

## Entstehung und Veröffentlichung
Die Erstveröffentlichung von Complete Clapton erfolgte am 5. Oktober 2007 bei Polydor. Das Album erschien in seiner Originalausführung als Doppel-CD und Download mit 36 Titeln (Katalognummer: 1746193). Am 11. Dezember 2007 erschien das Album, bei Duck Records und Reprise Records in den Vereinigten Staaten, erstmals als LP-Ausführung (Katalognummer: 294332-1).
Der erste Tonträger ist größtenteils identisch mit dem unter Polydor veröffentlichten Kompilationsalbum The Cream of Clapton (März 1995), während die zweite CD mehr Titel aus seiner Zeit unter dem Label Warner Bros. Records enthält.

## Titelliste
| CD 1 1. I Feel Free (Cream) – 2:54 2. Sunshine of Your Love (Cream) – 4:11 3. White Room (Cream) – 4:59 4. Crossroads (Cream) – 4:08 Live 5. Badge (Cream) – 2:42 6. Presence of the Lord (Blind Faith) – 4:49 7. After Midnight – 3:08 8. Let It Rain – 5:06 9. Bell Bottom Blues (Derek and the Dominos) – 5:01 10. Layla (Derek & The Dominos) – 7:09 11. Let It Grow – 4:57 12. I Shot the Sheriff – 4:22 13. Knockin’ on Heaven’s Door – 4:24 14. Hello Old Friend – 3:34 15. Cocaine – 3:35 16. Lay Down Sally – 3:49 17. Wonderful Tonight – 3:41 18. Promises – 2:59 19. I Can’t Stand It – 4:08 | CD 2 1. I’ve Got a Rock ’n’ Roll Heart – 3:16 2. She’s Waiting – 4:56 3. Forever Man – 3:14 4. It’s in the Way That You Use It – 4:13 5. Miss You – 5:07 6. Pretending – 4:43 7. Bad Love – 5:08 8. Tears in Heaven – 4:35 9. Layla (Unplugged) – 4:39 Live 10. Running on Faith (Unplugged) – 6:12 Live 11. Motherless Child – 2:59 12. Change the World – 3:56 13. My Father’s Eyes – 5:24 14. Riding With the King (mit BB King) – 4:25 15. Sweet Home Chicago – 5:17 16. If I Had Possession Over Judgment Day – 3:37 17. Ride the River (mit JJ Cale) – 4:35 |

## Rezensionen
Stephen Thomas Erlewine von Allmusic vermerkte, dass das Album „nicht viele Überraschungen beinhaltet“, jedoch ein „gutes Hits-Paket für jeden beiläufigen und neugierigen Fan“ sei. Er vergab insgesamt dreieinhalb der fünf möglichen Bewertungseinheiten für die Kompilation.

## Kommerzieller Erfolg

### Chartplatzierungen
Complete Clapton avancierte zum Top-10-Erfolg im Vereinigten Königreich (Rang 2) und Norwegen (Rang 5). 2007 belegte es zudem Rang 41 der britischen Album-Jahrescharts.
| ChartsChartplatzierungen       | Höchstplatzierung | Wochen |
| ------------------------------ | ----------------- | ------ |
| Deutschland (GfK)              | 41 (13 Wo.)       | 13     |
| Österreich (Ö3)                | 20 (14 Wo.)       | 14     |
| Schweiz (IFPI)                 | 32 (6 Wo.)        | 6      |
| Vereinigte Staaten (Billboard) | 14 (21 Wo.)       | 21     |
| Vereinigtes Königreich (OCC)   | 2 (25 Wo.)        | 25     |

| ChartsJahrescharts (2007)    | Platzierung |
| ---------------------------- | ----------- |
| Vereinigtes Königreich (OCC) | 41          |

### Auszeichnungen für Musikverkäufe
Complete Clapton verkaufte sich laut Schallplattenauszeichnungen weltweit über 1,2 Millionen Mal.
| Land/Region                  | Auszeichnungen für Musikverkäufe (Land/Region, Auszeichnung, Verkäufe) | Verkäufe  |
| ---------------------------- | ---------------------------------------------------------------------- | --------- |
| Irland (IRMA)                | Platin                                                                 | 15.000    |
| Japan (RIAJ)                 | Gold                                                                   | 100.000   |
| Neuseeland (RMNZ)            | Platin                                                                 | 15.000    |
| Vereinigte Staaten (RIAA)    | Gold                                                                   | 500.000   |
| Vereinigtes Königreich (BPI) | 2× Platin                                                              | 600.000   |
| Insgesamt                    | 2× Gold · 4× Platin ·                                                  | 1.230.000 |

Hauptartikel: Eric Clapton/Auszeichnungen für Musikverkäufe